# Universiteit Hradec Králové
De Universiteit Hradec Králové (Tsjechisch: Univerzita Hradec Králové, UHK) is een universiteit in de Tsjechische stad Hradec Králové. De instelling is opgericht op 21 juni 2000, toen de Pedagogische Hogeschool Hradec Králové (Vysoká škola pedagogická) de status van universiteit kreeg.
De eerste Latijnse school in Hradec Králové werd al in het jaar 1362 gesticht. Tegenwoordig zijn naast de Universiteit Hradec Králové ook faculteiten van de Universiteit voor Verdediging Brno en de Karelsuniversiteit Praag in de stad gevestigd.

## Faculteiten
De universiteit bestaat uit vier faculteiten:
- Pedagogische faculteit
- Faculteit informatica en management
- Faculteit filosofie
- Faculteit natuurwetenschappen